# Institut Allan Memorial
Ne doit pas être confondu avec Maison Ravenscrag.
L’institut Allan Memorial (anglais : « Allan Memorial Institute » (AMI) ou parfois surnommé « The Allan ») est une institution fondée en 1943 par l’hôpital Royal Victoria et qui abrite le département de psychiatrie de l’hôpital et du centre universitaire de santé McGill.
L’institut couvre de nos jours un complexe de quatre édifices situés sur l’ancien domaine de Hugh Allan. Il comprend notamment le pavillon principal P (Ravenscrag), l’ancienne maison du gardien, le pavillon de recherche et de formation en psychiatrie Irving Ludmer et le pavillon V (l’ancienne écurie) de la division d’épidémiologie clinique.
L’établissement est notamment connu pour son rôle dans le Projet MK-Ultra de la CIA, qui fut dirigé par le Docteur Donald Ewen Cameron.

## Localisation
Le complexe de l’institut Allan Memorial est situé sur le versant sud-est du mont Royal, en haut de la rue McTavish, dans l’ancien quartier du Mille carré doré. On y accède depuis la grille monumentale ou depuis l’ancienne entrée des calèches plus à l’ouest, toutes les deux donnant sur l’avenue des Pins Ouest.
Plus précisément, les adresses des différents édifices de l’institut sont les suivantes :
- Maison du gardien : 835 avenue des Pins ouest, Montréal, Québec, Canada, H3A 1A1.
- Pavillon V (Division d’épidémiologie clinique) : 687 avenue des Pins ouest, Montréal.
- Pavillon principal P (Ravenscrag): 1025 avenue des Pins ouest, Montréal.
- Pavillon Irving Ludmer : 1033 avenue des Pins ouest, Montréal.

Le site est desservi par les autobus no 107 Verdun et no 144 Av. des Pins.

## Historique
En 1940, l’hôpital Royal Victoria reçut en don de la part de Sir Hugh Montagu Allan l’élégante maison Ravenscrag ainsi que tout le domaine qui l’entoure,. Pendant près de trois ans, l’hôpital fut indécis quant à la destination éventuelle à accorder à l’ancienne maison bourgeoise. Ce n’est qu’en 1943 que l’hôpital prit la décision de la transformer en un département consacré à la psychiatrie, le premier du genre au Canada.
Financé par la fondation Rockefeller, l'institut ouvrit ses portes le 12 juillet 1944. Il possédait alors une cinquantaine de chambres, quatre laboratoires et bureaux pour l'administration et le personnel. Le premier directeur de l'institut fut le Dr Donald Ewen Cameron, jusqu'alors professeur de psychiatrie à l'université McGill.
Lors des années suivantes, Cameron supervise plusieurs expérimentations du projet MKULTRA à l'Institut et développe une méthode présentée comme un traitement pour les troubles mentaux, appelée « psychic driving », en 1953. Après une période allant de quinze à trente jours durant laquelle les patients sont drogués à l'aide d'un cocktail de barbituriques, et réveillés deux à trois fois par jour pour un traitement par électrochocs utilisant des courants 20 à 40 fois plus puissants que la norme, un magnétophone est utilisé pour répéter le même message en boucle pendant plusieurs jours ou semaines. Ensuite, des doses importantes de LSD sont administrées, afin de reconstruire la mémoire selon la suggestion voulue. Cameron présente sa méthode dans un article publié dans The American Journal of Psychiatry en 1956. Intéressée, la CIA entreprend de financer de nouvelles expérimentations, sous la couverture du Human Ecology Fund. De cette façon, 19 000 $ par an sont accordés à l'Institut entre 1957 et 1963, dans le cadre du sous-projet 68.
En plus des barbituriques et du LSD, l'équipe du Dr Cameron étudie les effets de la privation sensorielle à l'aide de diverses substances paralysantes, parmi lesquelles le curare, et de caissons d'isolation sensorielle. Les effets destructeurs des traitements sur la santé des patients se manifestant rapidement, les services secrets ont arrêté de financer les recherches menées à l'Institut Allan Mémorial au début des années 1960. Plusieurs centaines de personnes ont été victimes de ces expérimentations. Beaucoup ont conservé des séquelles de leur passage dans le service du Dr Cameron, et de nombreuses poursuites ont été engagées. L'une des victimes, Velma Orlikow, qui souffrait de dépression post-natale lorsqu'elle est entrée à l'Institut, n'a plus réussi à se concentrer pour lire ou écrire après ses séances avec le psychiatre. Une autre femme, Mary Morrow, a dû être hospitalisée à cause d'une anoxie cérébrale survenue après une séance d'électrochocs et a souffert de prosopagnosie depuis. D'autres victimes ont souffert d'incontinence, d'amnésie ou de troubles du sommeil. Après les révélations liées aux expérimentations de la CIA dans les années 1970, neuf anciens patients de l'Institut ont engagé une procédure contre l'agence, obtenant gain de cause en 1988. En 1992, le gouvernement canadien a accordé une indemnisation de 100 000 dollars canadiens à soixante-dix-sept anciens patients de l'Institut. Depuis, les dossiers sont traités au cas par cas à travers des accords contenant une clause de non-divulgation. De nombreuses autres victimes et familles n'ont pas été indemnisées, et sont dans l'attente d'une reconnaissance publique des expérimentations de Montréal.

## Sources
- (en) Building on a Proud Past : 50 Years of Psychiatry at McGill, Montréal, Dept. of psychiatry, McGill University, 1995, 296 p. (ISBN 2-9800963-4-2)
- (en) Robert Bianchini, Ravenscrag, Montréal, McGill University, School of Architecture, 1985
- (en) Edgar Andrew Collard, « Saving the summer for winter ; Conservatories allowed southern atmosphere in snow », The Montreal Gazette,‎ 4 septembre 1993
- Guy Pinard, Montréal, son histoire, son architecture : Ravenscrag, t. 2, Montréal, Éditions La presse, 1987, 379 p. (ISBN 2-89043-255-6)
- McGill University, « Institut Allan Memorial (maison appelée Ravenscrag) », Collection d’Architecture Canadienne (Université McGill) (consulté le 23 décembre 2012)
- Ville de Montréal, « Institut Allan Memorial (Hôpital Royal Victoria) », Site officiel du Mont-Royal (consulté le 23 décembre 2012)